# Cydalima capriniodes
Cydalima capriniodes là một loài bướm đêm trong họ Crambidae.